# Thompson (rivier)
De Thompson is een 489 kilometer lange rivier in Canada en de belangrijkste zijrivier van de Fraser. De rivier werd door ontdekkingsreiziger Simon Fraser vernoemd naar zijn vriend David Thompson (die zelf het stroomgebied van de Columbia verkende).
De Thompson stroomt door het centrale deel van zuidelijk Brits-Columbia en kent twee belangrijke bovenlopen: de South Thompson River en de North Thompson River. De North Thompson geldt als de bovenloop van de Thompson River. Bij Kamloops draait de North Thompson naar het westen en mondt de South Thompson uit in de North Thompson. Vanaf dit punt heet de rivier gewoon Thompson River.
In de rivier leven verschillende soorten Pacifische zalm en forel (Oncorhynchus). De geologische geschiedenis van het stroomgebied van de Thompson is sterk beïnvloed geweest door vergletsjering en verschillende grote glaciale meren hebben zich gevormd in de riviervallei tijdens de afgelopen 12.000 jaar. Sinds 8.300 jaar geleden (of vroeger) is er menselijke bewoning in het gebied.
Er wordt geraft op de rivier en er wordt aan hengelen gedaan.
- Gemeinsame Normdatei: 4365674-2
- Virtual International Authority File: 315125172
- WorldCat: E39PBJm99FxGrKWq7HrRbqvbVC